# Felipe Herrera Aguirre
Felipe Francisco Herrera Aguirre  (Vicuña, 14 de marzo de 1855 - Santiago de Chile, 16 de diciembre de 1925) fue un abogado y profesor chileno precursor de Escuela de Minas de La Serena cuando fue rector de Liceo de Hombres de La Serena.

## Vida familiar
Bautizado en Vicuña el 20 de febrero de 1857. Estudio en el Liceo de Hombres de La Serena. Se casó en la Parroquia del Sagrario, La Serena, el día 17 de mayo de 1881 con Ana María Aguirre y Mercado, la cual tuvo 6 hijos.

## Carrera judicial
Juró como abogado el 9 de enero de 1879
- Promotor Fiscal de La Serena 1884
- Ministro de la Corte de Apelaciones de La Serena 1893
- Ministro de la Corte de Apelaciones de Santiago 1905
- Ministro de la Corte Suprema 1915-1917